# Muthupet
Muthupet là một thị xã panchayat của quận Thiruvarur thuộc bang Tamil Nadu, Ấn Độ.

## Nhân khẩu
Theo điều tra dân số năm 2001 của Ấn Độ, Muthupet có dân số 17.313 người. Phái nam chiếm 47% tổng số dân và phái nữ chiếm 53%. Muthupet có tỷ lệ 71% biết đọc biết viết, cao hơn tỷ lệ trung bình toàn quốc là 59,5%: tỷ lệ cho phái nam là 78%, và tỷ lệ cho phái nữ là 65%. Tại Muthupet, 12% dân số nhỏ hơn 6 tuổi.